# Coteaux-du-Blanzacais
Coteaux-du-Blanzacais – gmina we Francji, w regionie Nowa Akwitania, w departamencie Charente. W 2013 roku liczba ludności wynosiła 949 mieszkańców. 
Gmina została utworzona 1 stycznia 2017 roku z połączenia dwóch ówczesnych gmin: Blanzac-Porcheresse oraz Cressac-Saint-Genis. Siedzibą gminy została miejscowość Blanzac-Porcheresse. 
Dnia 1 stycznia 2019 roku gmina ponownie przeszła zmiany administracyjne – połączono dwie wcześniejsze gminy: Coteaux-du-Blanzacais oraz Saint-Léger. Siedzibą gminy została miejscowość Blanzac-Porcheresse, a nowa gmina zachowała nazwę Coteaux-du-Blanzacais. 